# هيرب أبرامز
هيرب أبرامز (بالإنجليزية: Herb Abrams)‏ هو مروج أمريكي، ولد في 2 يناير 1954 في أماريلو في الولايات المتحدة، وتوفي في 23 يوليو 1996 في بروكلين في الولايات المتحدة بسبب نوبة قلبية.

## روابط خارجية
- هيرب أبرامز على موقع IMDb (الإنجليزية)
- هيرب أبرامز على موقع قاعدة بيانات الفيلم (الإنجليزية)
- هيرب أبرامز على موقع CageMatch worker (الإنجليزية)